# Quint Fulvi Flac (cònsol segle III aC)
Quint Fulvi Flac (en llatí: Quintus Fulvius M. Q. F. N. Flaccus) va ser un magistrat romà que exercí de cònsol en diverses ocasions i dictador romà entre altres magistratures al segle III aC.
Fill del cònsol del 264 aC Marc Fulvi Flac i cònsol romà per primer cop el 237 aC junt amb Luci Corneli Lèntul en què va lluitar contra els lígurs i els va derrotar. El 224 aC fou altre cop cònsol i va reduir als gals ínsubres que encara lluitaven. El 216 aC va ser elegit pontífex al lloc de Quint Eli Pet, mort a la batalla de Cannes.
El 215 aC va obtenir la pretoria de la ciutat i va rebre el comandament de 24 vaixells i poc després se li van donar cinc mil homes i 400 cavallers per dur-los a Sardenya i allí podia nomenar qui volgués com a comandant, fins que Quint Muci, el seu comandant natural, es recuperés d'una malaltia. Flac va donar el comandament a Tit Manli Torquat. Fou reelegit com a pretor el 214 aC i el Senat li va donar Roma com a província (aquesta concessió era feta extra ordinem) amb el comandament a la ciutat durant l'absència dels cònsols.
L'any 213 aC fou magister equitum del dictador Gai Claudi Centó. El 212 aC va ser elegit cònsol per tercera vegada amb Appi Claudi Pulcre. Fou candidat a pontífex màxim, però no en sortí elegit. Va tenir la província de Campània i va establir el seu camp a Beneventum, on va fer un inesperat atac al campament del general Hannó que era a la vora; finalment el camp cartaginès fou pres d'assalt el segon dia de lluita i es va fer una gran matança en la que van morir més de sis mil cartaginesos i set mil van ser fets presoners. Hannó es va retirar amb les restes de les seves forces al país dels brucis.
Els cònsols van anar a Càpua que fou assetjada amb força. El 211 aC Gneu Fulvi Centumal i Publi Sulpici Galba eren cònsols, però el poder (imperium, comandament) de Flac i Claudi Pulcre va ser prorrogat i van conservar el seu exèrcit amb ordres de no deixar Càpua fins a la seva conquesta. Però com que Hanníbal va marxar cap a Roma, el senat va cridar a Flac i li va donar els mateixos poder que els dos cònsols de l'any. Quan Hanníbal es va retirar, Flac va tornar a Càpua i finalment aquesta es va rendir després que els principals dirigents locals se suïcidessin. Els romans van castigar severament als campanis, i els senadors de Càpua que havien sobreviscut foren executats. Aquestes i altres decisions cruels eren presses sens dubte per Flac.
A finals del 211 aC va tornar a Roma on el senat el va nomenar dictador per dirigir les eleccions de cònsols. Càpua li fou donada com a província proconsular però ja només amb una legió en lloc de dues.
L'any 209 aC el van elegir cònsol per quarta vegada i va rebre les províncies de Lucània i Brútium; se li van sotmetre els hirpins, lucans i volcentins als que va tractar suaument. El 208 aC el seu poder fou prorrogat amb Càpua com a província i una legió. El 207 aC va dirigir dos legions al Brútium.
Devia morir no gaire després, ja que no torna a ser esmentat.